# Fytoplankton

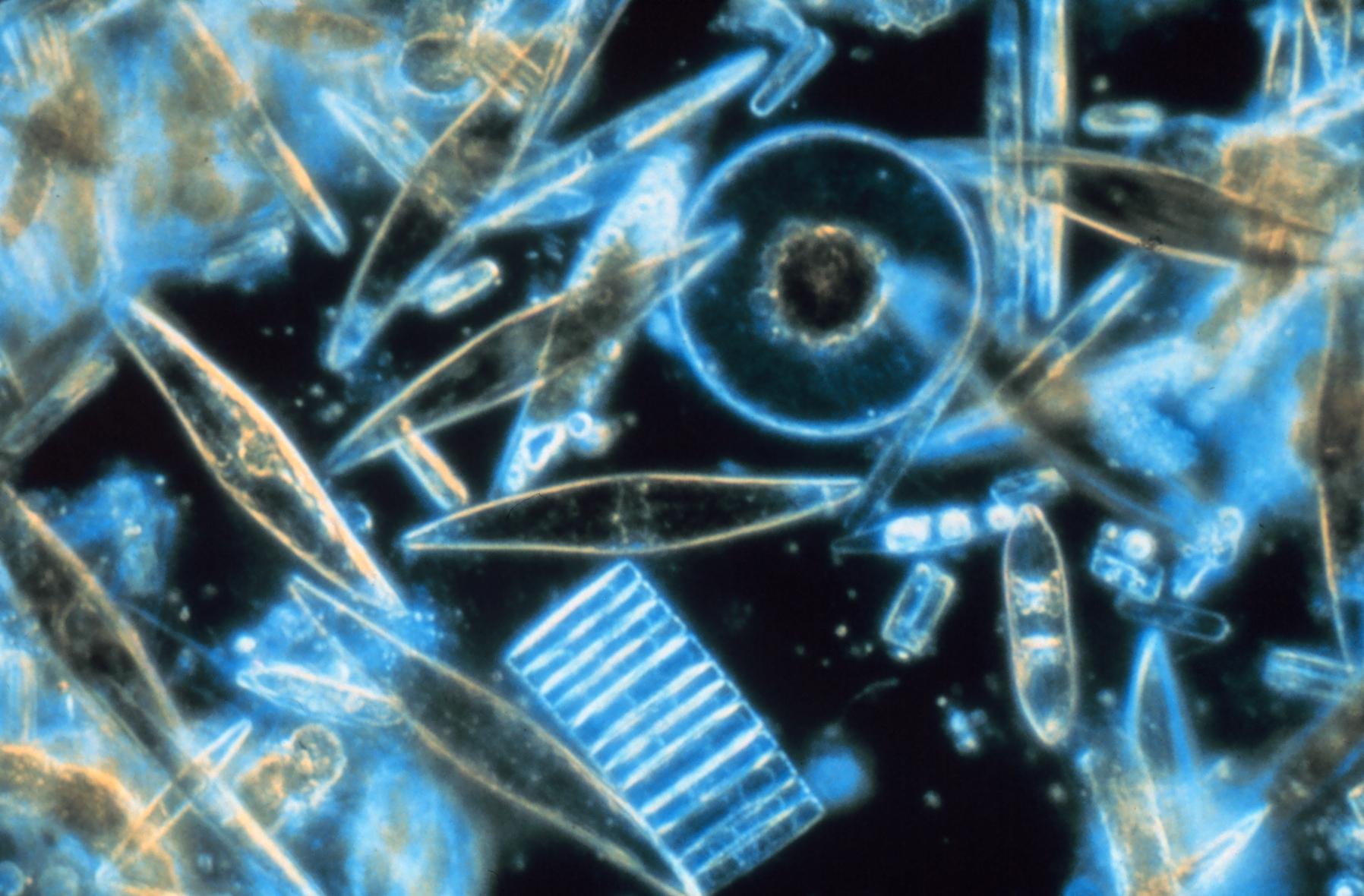
Rozsivky - řasy

Fytoplankton je planktonní společenstvo jednobuněčných fotosyntetizujících mikroorganismů, kteří se volně vznášejí v prosvětlené povrchové vodě oceánů i dalších vodních ploch. Dominantními složkami fytoplanktonu jsou řasy, sinice (cyanobakterie) a někteří fotosyntetizující prvoci. 
Fytoplankton se dále dělí podle místa, kde se tyto organismy vyskytují. Může se jednat o vodní prostředí (hydroplankton), vzduch (aeroplankton) a led či sníh (kryoplankton).
Fytoplankton produkuje více než polovinu kyslíku na Zemi.

## Výskyt v průběhu roku
Fytoplanktonní společenstva vykazují během vegetační sezóny značnou dynamiku; mění se nejen druhové složení, ale i poměr zastoupení jednotlivých skupin sinic a řas, např. v letním fytoplanktonu dominují zelené řasy a sinice, zatímco brzy z jara se objevují především skrytěnky, rozsivky a zlativky. Konkrétní druhové složení fytoplanktonu je tedy odvislé od roční doby a zejména od úživnosti nádrže.
Množství fytoplanktonu se může s ohřevem oceánů zvyšovat.

## Pohyb fytoplanktonu
Mnohé fytoplanktonní mikroorganismy nejsou schopné aktivního pohybu a nechávají se volně unášet pohybem vodní masy.
V některých skupinách eukaryotických řas se však v průběhu evoluce vyvinuly i samostatně pohyblivé skupiny, souhrnně zvaní bičíkovci. To jsou jednobuněčné organismy opatřené tzv. bičíky (flagellum), proto označení flageláti.
S bičíkatými formami fytoplanktonu se nejčastěji setkáváme v následujících skupinách: zelené řasy (Chlorophyceae), zlativky (Chrysophyceae, Synurophyceae), obrněnky (Dinophyta), krásnoočka (Euglenophyta), skrytěnky (Cryptophyta), nebo chloromonády (Raphidophyceae). Bičíkovci jsou díky aktivnímu pohybu schopni nejen horizontální, ale i vertikální migrace ve vodním sloupci.
U ostatních mikroorganismů fytoplanktonu, které možnost aktivního pohybu nemají, se setkáváme s rozmanitými adaptacemi k přežití ve volném vodním sloupci – to je přímo odvislé od schopnosti udržet se co nejdéle při hladině nádrže, kde je ještě dostatek nezbytného slunečního záření pro fotosyntézu.
Například jednobuněčné zelené řasy a planktonní rozsivky se seskupují v hvězdicovité a řetízkovité kolonie, nebo tvoří rovná i spirálně stočená vlákna. Samostatné buňky jsou často opatřené dlouhými trnitými výrůstky, které jsou buď prodloužením buněčné stěny, nebo zvláštní strukturou z polysacharidů. Účel tvorby symetrických kolonií a trnitých výrůstků je zřejmý: fytoplanktonní mikroorganismy takto mnohonásobně zvětšují poměr velikosti povrchu svých jednobuněčných těl vůči svému objemu. Protože čím je povrch nepohyblivého tělesa vzhledem ke svému objemu větší, tím účinněji se brání klesání vodním sloupcem ke dnu.